# Mistrzostwa Polski w koszykówce mężczyzn (1938)
X Mistrzostwa Polski w koszykówce mężczyzn. Turniej finałowy odbył się w Krakowie w dniach 18 - 20 marca 1938 r. z udziałem 4 drużyn. O tytule mistrzowskim zdecydowało spotkanie rozegrane 27 marca 1938 w Krakowie Cracovia pokonała AZS Poznań 45-36.

## Rozgrywki
- AZS Poznań - KPW Poznań 55:51
- Cracovia - Polonia Warszawa 37:31 (25:19)
- Cracovia - KPW Poznań 51:32
- Polonia - AZS Poznań 45:40 (14:18, dogrywka 38:38)
- KPW Poznań -  Polonia Warszawa
- AZS Poznań - Cracovia 48:41

Dodatkowy mecz o mistrzostwo rozegrany 27 marca 1938 roku.
- Cracovia - AZS Poznań 45:36 (22:19)

## Klasyfikacja końcowa
| Miejsce | Zespół           | Mecze | Zwycięstwa-Porażki | Bilans punktów |
| złoto   | Cracovia         | 3     | 2-1                | 129:112        |
| 2.      | AZS Poznań       | 3     | 2-1                | 143:137        |
| 3.      | KPW Poznań       | 3     | 1-2                | 137:144        |
| 4.      | Polonia Warszawa | 3     | 1-2                | 114:130        |

## Składy drużyn
W skład poszczególnych ekip wchodzili m.in.:
- Cracovia- Czajczyk, Pluciński, Resich, Pluciński, Filipkiewicz, Radwański, Wrześniak, Teliński, Pachla, Kwinta, Kopt
- AZS Poznań - Różycki, Śmigielski, Kasprzak II, Dereziński, Gendera, Pawłowski, Tomkowiak, Szajna, Vogt, Czaplicki
- KPW Poznań- Grzechowiak, Patrzykont, Łój, Szymura I, Szymura II, Zdz. Kasprzak I, Jarczyński, Jakubowski, Wrzesiński
- Polonia Warszawa - Jaźnicki, Rozsudowski, Nowicki, Szczygieł, Gregołajtys, Winnik, Czmoch, Winkiewicz, "Olek"